# Mario Sereni
Mario Sereni (Perugia, 24 marzo 1928 – Marsciano, 9 luglio 2015) è stato un baritono italiano, attivo fra gli anni cinquanta e gli anni ottanta del Novecento.

## Biografia
Ex tornitore, si iscrive ventenne al Conservatorio di Perugia, perfezionandosi successivamente presso l'Accademia Musicale Chigiana con Mario Basiola. Debutta nel 1953 al Maggio Musicale Fiorentino ne Il diavolo nel campanile, ottenendo un notevole successo. Successivamente la convincente interpretazione di Wolfram di Eschembach in Tannhäuser al Massimo di Palermo (1955) gli spalanca le porte dei più importanti teatri lirici italiani ed esteri.
Nel 1956 appare in Faust al Teatro Colón di Buenos Aires e nel 1957 debutta al Metropolitan di New York in Andrea Chénier. Inizia così, appena trentenne, una lunga frequentazione nel massimo teatro americano: Lucia di Lammermoor con Maria Callas (1958), Pagliacci (Silvio, 1959), Manon Lescaut (1960), La forza del destino (1960, in cui prese il posto dello scomparso Leonard Warren), Il trovatore (1961), Pagliacci (Tonio, 1962), Ernani (1963), Il barbiere di Siviglia (1963 e 73). Si esibisce al Met fino al 1984 per un totale di oltre 500 rappresentazioni.
Anche in Europa svolge un'intensa attività nei più prestigiosi teatri. Fra le interpretazioni più significative La traviata al Teatro Nacional de São Carlos di Lisbona con Maria Callas (1958; la registrazione dal vivo di questa esecuzione è divenuta un classico della discografia), Ernani a Roma (1958), La traviata alla Scala con la direzione di Herbert Von Karajan (1964), Don Carlo a Vienna (1968), Giovanna d'Arco a Roma (1972). Negli ultimi anni di carriera canta soprattutto negli Stati Uniti, oltre che al Metropolitan a Boston, Washington, Detroit.  Dà l'addio alle scene nel novembre del 1984, al Metropolitan, nel personaggio di Schaunard de La Boheme, con Plácido Domingo nelle vesti di direttore d'orchestra.
Sereni era dotato di un notevole mezzo vocale, sorretto da tecnica e stile rigorosi. In particolare il fraseggio è sempre stato molto nitido ed espressivo, tale da ricordare l'antico recitar cantando del periodo classico. È opportuno citare in proposito la notazione altamente elogiativa di Rodolfo Celletti riguardo alla storica edizione de La traviata di Lisbona.

## Repertorio
| Ruolo               | Titolo                  | Autore      |
| ------------------- | ----------------------- | ----------- |
| Escamillo           | Carmen                  | Bizet       |
| Michonnet           | Adriana Lecouvreur      | Cilea       |
| Belcore             | L'elisir d'amore        | Donizetti   |
| Enrico Ashton       | Lucia di Lammermoor     | Donizetti   |
| Alfonso XI          | La favorita             | Donizetti   |
| Malatesta           | Don Pasquale            | Donizetti   |
| Carlo Gérard        | Andrea Chénier          | Giordano    |
| De Siriex           | Fedora                  | Giordano    |
| Valentin            | Faust                   | Gounod      |
| Silvio Tonio/Taddeo | Pagliacci               | Leoncavallo |
| Compar Alfio        | Cavalleria rusticana    | Mascagni    |
| Barnaba             | La Gioconda             | Ponchielli  |
| Lescaut             | Manon Lescaut           | Puccini     |
| Marcello Schaunard  | La bohème               | Puccini     |
| Sharpless           | Madama Butterfly        | Puccini     |
| Ramblado Fernandez  | La rondine              | Puccini     |
| Michele             | Il tabarro              | Puccini     |
| Ping                | Turandot                | Puccini     |
| Sesto Tarquinio     | Lucrezia                | Respighi    |
| Figaro              | Il barbiere di Siviglia | Rossini     |
| Don Carlo           | Ernani                  | Verdi       |
| Giacomo             | Giovanna d'Arco         | Verdi       |
| Gusmano             | Alzira                  | Verdi       |
| Macbeth             | Macbeth                 | Verdi       |
| Rolando             | La battaglia di Legnano | Verdi       |
| Miller              | Luisa Miller            | Verdi       |
| Rigoletto           | Rigoletto               | Verdi       |
| Conte di Luna       | Il trovatore            | Verdi       |
| Giorgio Germont     | La traviata             | Verdi       |
| Renato              | Un ballo in maschera    | Verdi       |
| Don Carlo di Vargas | La forza del destino    | Verdi       |
| Rodrigo di Posa     | Don Carlo               | Verdi       |
| Amonasro            | Aida                    | Verdi       |
| Ford                | Falstaff                | Verdi       |
| L'Araldo del Re     | Lohengrin               | Wagner      |

## Discografia

### Incisioni in studio
- Andrea Chenier - Richard Tucker, Maria Curtis Verna, Mario Sereni, dir. Fausto Cleva - COLUMBIA 1957
- Turandot - Birgit Nilsson, Jussi Björling, Renata Tebaldi, Giorgio Tozzi, Mario Sereni, dir. Erich Leinsdorf - RCA 1959
- Madama Butterfly - Victoria de los Ángeles, Jussi Björling, Mario Sereni, Miriam Pirazzini, dir. Gabriele Santini - EMI 1959
- La traviata - Victoria de los Angeles, Carlo Del Monte, Mario Sereni, dir. Tullio Serafin - EMI 1959
- Cavalleria Rusticana - Victoria de los Angeles, Franco Corelli, Mario Sereni, dir. Gabriele Santini - EMI 1962
- La bohème - Mirella Freni, Nicolai Gedda, Mario Sereni, Mariella Adani, Ferruccio Mazzoli, dir. Thomas Schippers - EMI 1963
- Andrea Chénier - Franco Corelli, Antonietta Stella, Mario Sereni, dir. Gabriele Santini - EMI 1963
- Lucia di Lammermoor - Anna Moffo, Carlo Bergonzi, Mario Sereni, Ezio Flagello, dir. Georges Prêtre - RCA 1966
- L'elisir d'amore - Mirella Freni, Nicolai Gedda, Renato Capecchi, Mario Sereni, dir. Francesco Molinari Pradelli - EMI 1966
- La rondine - Anna Moffo, Daniele Barioni, Graziella Sciutti, Mario Sereni, dir. Francesco Molinari-Pradelli - RCA 1966
- Aida - Birgit Nilsson, Franco Corelli, Grace Bumbry, Mario Sereni, Bonaldo Giaiotti, dir. Zubin Mehta - EMI 1966
- Ernani - Carlo Bergonzi, Leontyne Price, Mario Sereni, Ezio Flagello, dir. Thomas Schippers - RCA 1967

### Registrazioni dal vivo
- Ernani - Mario Del Monaco, Costantina Araujo, Mario Sereni, Cesare Siepi, dir. Fernando Previtali - Roma-RAI 1958 MYTO
- La forza del destino - Flaviano Labò, Zinka Milanov, Mario Sereni, Cesare Siepi, dir. Fritz Stiedry - Met 1958 BONGIOVANNI
- La bohème - Licia Albanese, Carlo Bergonzi, Mario Sereni, Laurel Hurley, Norman Scott, dir. Thomas Schippers - Met 1958 BONGIOVANNI/MYTO
- La traviata - Maria Callas, Alfredo Kraus, Mario Sereni, dir. Franco Ghione - Lisbona 1958 EMI
- La traviata - Renata Scotto, Nicola Filacuridi, Mario Sereni, dir. Fernando Previtali - Milano-RAI 1959 OPERA DEPOT
- La traviata - Licia Albanese, Cesare Valletti, Mario Sereni, dir. Kurt Adler - Met 1959 OMEGA OPERA ARCHIVE
- Pagliacci (Silvio) - Mario del Monaco, Lucine Amara, Leonard Warren, Mario Sereni, dir. Dimitri Mitropoulos - Met 1959 ARKADIA
- La forza del destino - Renata Tebaldi, Richard Tucker, Mario Sereni, Jerome Hines, dir. Thomas Schippers - Met 1960 WALHALL
- Manon Lescaut - Dorothy Kirsten, Carlo Bergonzi, Mario Sereni, Salvatore Baccaloni, dir. Fausto Cleva - Met 1960 BONGIOVANNI
- Madama Butterfly - Dorothy Kirsten, Daniele Barioni, Mario Sereni, dir. Dimitri Mitropoulos - Met 1960 WALHALL
- Andrea Chenier - Carlo Bergonzi, Zinka Milanov, Mario Sereni, dir. Fausto Cleva - Atlanta 1960 LYRIC DISTRIBUTION
- Il trovatore - Franco Corelli, Leontyne Price, Mario Sereni, Irene Dalis, dir. Fausto Cleva - Met 1961 MYTO
- Don Carlo - Franco Corelli, Jerome Hines, Maria Curtis Verna, Mario Sereni, Irene Dalis, dir. Nino Verchi - Met 1961 GOP
- Macbeth - Mario Sereni, Nora Lopez, Nicola Zaccaria, Augusto Vicentini, dir. Mario Rossi - RAI-Torino 1961HOUSE OF OPERA
- Pagliacci - Carlo Bergonzi, Raina Kabaivanska, Mario Sereni, Norman Mittelman, dir. Fausto Cleva - Met 1962 BONGIOVANNI
- Aida - Carlo Bergonzi, Leontyne Price, Rita Gorr, Mario Sereni, Cesare Siepi, dir. Georg Solti - Met 1963 MYTO
- La traviata - Anna Moffo, Renato Cioni, Mario Sereni, dir. Herbert von Karajan - La Scala 1964 GALA/OPERA D'ORO
- La traviata - Mirella Freni, Renato Cioni, Mario Sereni, dir. Herbert von Karajan - La Scala (prova generale) 1964 PARAGON/ARKADIA
- Falstaff (Ford) - Anselmo Colzani, Gabriella Tucci, Regina Resnik, Mario Sereni, Luigi Alva, dir. Leonard Bernstein - Met 1964 OPERA LOVERS
- Ernani - Franco Corelli, Leontyne Price, Mario Sereni, Cesare Siepi, dir. Thomas Schippers - Met 1965 GOP/MEMORIES/MYTO
- L'elisir d'amore - Graziella Sciutti, Giuseppe Di Stefano, Wladimiro Ganzarolli, Mario Sereni, dir. Argeo Quadri - Vienna 1965 GOLDEN MELODRAM
- Il trovatore - James McCracken, Gwyneth Jones, Mario Sereni, Fiorenza Cossotto, Ivo Vinco, dir. Argeo Quadri - Vienna 1966 OPERA DEPOT
- L'elisir d'amore - Alfredo Kraus, Roberta Peters, Fernando Corena, Mario Sereni, dir. Fausto Cleva - Met 1968 GOP
- Don Carlo - Plácido Domingo, Cesare Siepi, Mario Sereni, Sena Jurinac, Fiorenza Cossotto, dir. Silvio Varviso - Vienna 1968 STANDING ROOM ONLY
- Un ballo in maschera - Flaviano Labò, Montserrat Caballé, Mario Sereni, dir. Bruno Bartoletti - Roma-RAI 1969 GDS
- La favorita - Fiorenza Cossotto, Luigi Ottolini, Mario Sereni, Ivo Vinco, dir. Nino Sanzogno - Roma-RAI 1970 OPERA LOVERS/FIORI
- Lucia di Lammermoor - Joan Sutherland, Placido Domingo, Mario Sereni, dir. Richard Bonynge - Met 1970 GALA
- La traviata - Joan Sutherland, Placido Domingo, Mario Sereni, dir. Richard Bonynge - Met 1970 GALA/OPERA LOVERS
- Andrea Chenier - Richard Tucker, Gilda Cruz-Romo, Mario Sereni, dir. Francesco Molinari Pradelli - Met 1970 OPERA LOVERS
- Il trovatore - Richard Tucker, Martina Arroyo, Mario Sereni, Shirley Verrett, dir. Zubin Mehta - Met 1971 BENSAR/OPERA LOVERS
- Alzira - Angeles Gulin, Gianfranco Cecchele, Mario Sereni, Ferruccio Mazzoli, dir. Maurizio Rinaldi - Torino-RAI 1971 HRE/GALA
- Giovanna d'Arco - Katia Ricciarelli, Flaviano Labò, Mario Sereni, dir. Bruno Bartoletti - Roma 1972 LYRIC DISTRIBUTION
- La battaglia di Legnano - Rita Orlandi Malaspina, Gianfranco Cecchele, Mario Sereni, Mario Rinaudo, dir. Maurizio Rinaldi - Milano-RAI 1973 OPERA LOVERS